# Новомусино (Чишминский район)
Новому́сино (баш. Яңы Муса) — село в Чишминском районе Республики Башкортостан Российской Федерации. Входит в состав Новотроицкого сельсовета.

## География

### Географическое положение
Расстояние до:
- районного центра (Чишмы): 22 км,
- центра сельсовета (Новотроицкое): 2 км,
- ближайшей ж/д станции (Чишмы): 22 км.

## Население
| 2002 | 2009 | 2010 |
| ---- | ---- | ---- |
| 238  | ↘233 | ↘222 |

### Национальный состав
Согласно переписи 2002 года, преобладающая национальность — татары (88 %).

## Религия
В селе есть мечеть.